# Clube Atlético Loandense
O Clube Atlético Loandense é um clube de futebol brasileiro sediado em Loanda, no estado do Paraná.
O clube foi fundado no dia 13 de maio de 1960. Disputou a primeira edição da Taça Paraná no ano de 1964. Foi vice-campeão inédito no ano de 1971, perdendo na final contra o Trieste. Novamente foi vice-campeão em 1972, 1978 e 1989, perdendo para o União Medianeirense, Fanático e Vila Fanny, respectivamente. Chegou na final em 2007, contra o Combate Barreirinha. No primeiro jogo, em sua casa, ganhou por 1 a 0, com gol de Edu. No segundo jogo, em Curitiba, empatou por 2 a 2, conquistando o título inédito.
Obteve uma vaga no Sul-Brasileiro de 2008, porém, desistiu por falta de interesse; com isso, a vaga passou ao vice-campeão. Também obteve uma vaga na competição em 1990, porém, não compareceu.

## Títulos
| ESTADUAIS | ESTADUAIS   | ESTADUAIS | ESTADUAIS  |
|           | Competição  | Títulos   | Temporadas |
| --------- | ----------- | --------- | ---------- |
|           | Taça Paraná | 1         | 2007       |